# Agricultural and Forest Entomology
Agricultural and Forest Entomology — британский научный журнал, орган Королевского энтомологического общества Лондона, посвящённый проблемам сельскохозяйственной и лесной энтомологии. Основан в 1999 году.

## История
Журнал основан в 1999 году как орган Королевского энтомологического общества Лондона. Индекс цитирования журнала (Импакт-фактор): 1.554 (ISI Journal Citation Reports Ranking: 2009 — 18/74 в категории Entomology).
В 2011 году вышел 13-й том.

## Тематика
Журнал публикует научно-исследовательские работы, обзоры и короткие статьи и сообщения в области энтомологии, относящиеся к контролю насекомых-вредителей и других членистоногих, их биологии, динамике популяции, управлению вредителями леса, сельскохозяйственных и садовых культур.

## ISSN
- ISSN: 1461-9563 (Online)